# ITF Women's Circuit Asuncion 2 2012
L'ITF Women's Circuit Asuncion 2 2012 è stato un torneo di tennis facente parte della categoria ITF Women's Circuit nell'ambito dell'ITF Women's Circuit 2012. Il torneo si è giocato a Asunción in Paraguay dal 5 all'11 novembre 2012 su campi in terra rossa e aveva un montepremi di 25000 $.

## Vincitrici

### Singolare
Verónica Cepede Royg ha battuto in finale  Ioana Raluca Olaru con il punteggio di 5–7, 7–6(7), 6–2

### Doppio
María Fernanda Álvarez Terán /  Chanel Simmonds hanno battuto in finale  Anamika Bhargava /  Sylvia Krywacz con il punteggio di 4–6, 6–3, [10–5]